# One Way Ticket (The Darkness)
One Way Ticket är en låt av det brittiska rockbandet The Darkness. Låten släpptes som första singel från bandets andra studioalbum, One Way Ticket to Hell ...and Back. Den gavs ut den 14 november 2005 på Atlantic Records.

## Historia

### Bakgrund
Låten skrevs av Justin Hawkins, Dan Hawkins och Frankie Poullain. Poullain spelar dock inte på inspelningen av låten då han lämnade bandet kort efter att inspelningssessionen av låten påbörjats. Under den första minuten av One Way Ticket framförs ett panflöjtsolo och låten är den enda av bandets låtar som innehar ett elsitarsolo. I början av låten kan man höra någon sniffa kokain, men bandet har sagt att låten är en antiknarklåt.

### Inspelning och produktion
Inspelningssessionerna för gruppens andra studioalbum, One Way Ticket to Hell ...and Back, påbörjades i början av 2005 och bandet hade hyrt in Roy Thomas Baker som producent. Justin Hawkins sade i en intervju för tidningen Guitarist att bandet ville använda äldre instrument som hade historia:
| ”                | Vi hyrde in en virvel som tillhört John Bonham. Elsitaren hade Brian Jones tidigare spelat på. | „ |
| – Justin Hawkins |                                                                                                |   |

### Utgivning och mottagande
Låten gavs ut den 14 november 2005 genom Atlantic Records och gick in på plats nummer åtta på den brittiska singellistan veckan senare, vilket också blev låtens högsta placering. Två veckor senare hade den lämnat topp-20. I Sverige nådde One Way Ticket som bäst plats 31 medan den i Finland, Nya Zeeland, Italien, Norge och Danmark tog sig in på topp-20. Som b-sidor återfinns två låtar som inte gavs ut på One Way Ticket to Hell ...and Back; Wanker och Grief Hammer. Den förstnämnda hade tidigare spelats live, dock endast en gång, under Permission to Land tour. Grief Hammer fungerade som bandets öppningsnummer på deras Winternational tour.

### Musikvideo
Musikvideon spelades in i mitten av oktober 2005 i Island och regisserades av Tim Pope, vilket var hans första samarbete med gruppen. I början av videon får man se att helvetet frusit till is och att djävulen fryser. Därefter tar djävulen upp en kristallkula, vari bandet återfinns. Djävulen snortar sedan bandet och plötsligt brinner det i helvetet igen.

## Låtlista
1. "One Way Ticket" (J. Hawkins, D. Hawkins, Poullain) – 3.39
2. "Wanker" (Hawkins, Hawkins) – 3.00
3. "Grief Hammer" (Hawkins, Hawkins) – 3.05

## Listplaceringar
| Land           | Placering |
| -------------- | --------- |
| Storbritannien | 8         |
| Finland        | 14        |
| Nya Zeeland    | 15        |
| Italien        | 17        |
| Norge          | 19        |
| Danmark        | 20        |
| Irland         | 22        |
| Sverige        | 31        |
| Australien     | 36        |
| Österrike      | 62        |
| Tyskland       | 75        |